# Mistrovství světa juniorů v ledním hokeji 1996
Mistrovství světa juniorů v ledním hokeji 1996 se konalo 26. prosince 1995 až 4. ledna 1996 v amerických městech Amherst, Boston, Chestnut Hill, Marlborough, Springfield, Worcester.

## Základní skupiny

### Skupina A
| Tým          | Z | V | P | R | VG | OG | B |
| ------------ | - | - | - | - | -- | -- | - |
| 1. Kanada    | 4 | 4 | 0 | 0 | 19 | 4  | 8 |
| 2. USA       | 4 | 2 | 2 | 0 | 13 | 17 | 4 |
| 3. Finsko    | 4 | 2 | 2 | 0 | 14 | 10 | 4 |
| 4. Švýcarsko | 4 | 1 | 3 | 0 | 10 | 14 | 2 |
| 5. Ukrajina  | 4 | 1 | 3 | 0 | 9  | 20 | 2 |

| 26.12.1995 | Kanada | 6 : 1 (3:0, 2:0, 1:1) | USA |  |
|            | Kanada |                       | USA |  |

| Souhrn zápasu | Souhrn zápasu | Souhrn zápasu | Souhrn zápasu | Souhrn zápasu |
| ------------- | ------------- | ------------- | ------------- | ------------- |
|               |               |               |               |               |

| 26.12.1995 | Finsko | 5 : 1 (1:0, 3:0, 1:1) | Švýcarsko |  |
|            | Finsko |                       | Švýcarsko |  |

| Souhrn zápasu | Souhrn zápasu | Souhrn zápasu | Souhrn zápasu | Souhrn zápasu |
| ------------- | ------------- | ------------- | ------------- | ------------- |
|               |               |               |               |               |

| 27.12.1995 | Kanada | 2 : 1 (0:0, 1:0, 1:1) | Švýcarsko |  |
|            | Kanada |                       | Švýcarsko |  |

| Souhrn zápasu | Souhrn zápasu | Souhrn zápasu | Souhrn zápasu | Souhrn zápasu |
| ------------- | ------------- | ------------- | ------------- | ------------- |
|               |               |               |               |               |

| 27.12.1995 | Ukrajina | 4 : 3 (1:2, 2:0, 1:1) | USA |  |
|            | Ukrajina |                       | USA |  |

| Souhrn zápasu | Souhrn zápasu | Souhrn zápasu | Souhrn zápasu | Souhrn zápasu |
| ------------- | ------------- | ------------- | ------------- | ------------- |
|               |               |               |               |               |

| 28.12.1995 | Finsko | 4 : 1 (1:1, 1:0, 2:0) | Ukrajina |  |
|            | Finsko |                       | Ukrajina |  |

| Souhrn zápasu | Souhrn zápasu | Souhrn zápasu | Souhrn zápasu | Souhrn zápasu |
| ------------- | ------------- | ------------- | ------------- | ------------- |
|               |               |               |               |               |

| 29.12.1995 | Kanada | 3 : 1 (1:0, 1:0, 1:1) | Finsko |  |
|            | Kanada |                       | Finsko |  |

| Souhrn zápasu | Souhrn zápasu | Souhrn zápasu | Souhrn zápasu | Souhrn zápasu |
| ------------- | ------------- | ------------- | ------------- | ------------- |
|               |               |               |               |               |

| 29.12.1995 | USA | 4 : 3 (0:1, 2:1, 2:1) | Švýcarsko |  |
|            | USA |                       | Švýcarsko |  |

| Souhrn zápasu | Souhrn zápasu | Souhrn zápasu | Souhrn zápasu | Souhrn zápasu |
| ------------- | ------------- | ------------- | ------------- | ------------- |
|               |               |               |               |               |

| 30.12.1995 | Švýcarsko | 5 : 3 (2:1, 2:1, 1:1) | Ukrajina |  |
|            | Švýcarsko |                       | Ukrajina |  |

| Souhrn zápasu | Souhrn zápasu | Souhrn zápasu | Souhrn zápasu | Souhrn zápasu |
| ------------- | ------------- | ------------- | ------------- | ------------- |
|               |               |               |               |               |

| 31.12.1995 | Kanada | 8 : 1 (1:0, 4:0, 3:1) | Ukrajina |  |
|            | Kanada |                       | Ukrajina |  |

| Souhrn zápasu | Souhrn zápasu | Souhrn zápasu | Souhrn zápasu | Souhrn zápasu |
| ------------- | ------------- | ------------- | ------------- | ------------- |
|               |               |               |               |               |

| 31.12.1995 | USA | 5 : 4 (0:2, 4:2, 1:0) | Finsko |  |
|            | USA |                       | Finsko |  |

| Souhrn zápasu | Souhrn zápasu | Souhrn zápasu | Souhrn zápasu | Souhrn zápasu |
| ------------- | ------------- | ------------- | ------------- | ------------- |
|               |               |               |               |               |

### Skupina B
| Tým          | Z | V | P | R | VG | OG | B |
| ------------ | - | - | - | - | -- | -- | - |
| 1. Česko     | 4 | 2 | 0 | 2 | 15 | 10 | 6 |
| 2. Rusko     | 4 | 2 | 1 | 1 | 19 | 12 | 5 |
| 3. Švédsko   | 4 | 2 | 1 | 1 | 14 | 7  | 5 |
| 4. Slovensko | 4 | 0 | 1 | 3 | 11 | 17 | 3 |
| 5. Německo   | 4 | 0 | 3 | 1 | 11 | 24 | 1 |

| 26.12.1995 | Česko | 5 : 3 (1:0, 3:2, 1:1) | Rusko |  |
|            | Česko |                       | Rusko |  |

| Souhrn zápasu | Souhrn zápasu | Souhrn zápasu | Souhrn zápasu | Souhrn zápasu |
| ------------- | ------------- | ------------- | ------------- | ------------- |
|               |               |               |               |               |

| 26.12.1995 | Švédsko | 6 : 0 (0:0, 2:0, 4:0) | Slovensko |  |
|            | Švédsko |                       | Slovensko |  |

| Souhrn zápasu | Souhrn zápasu | Souhrn zápasu | Souhrn zápasu | Souhrn zápasu |
| ------------- | ------------- | ------------- | ------------- | ------------- |
|               |               |               |               |               |

| 27.12.1995 | Slovensko | 3 : 3 (1:1, 1:1, 1:1) | Rusko |  |
|            | Slovensko |                       | Rusko |  |

| Souhrn zápasu | Souhrn zápasu | Souhrn zápasu | Souhrn zápasu | Souhrn zápasu |
| ------------- | ------------- | ------------- | ------------- | ------------- |
|               |               |               |               |               |

| 27.12.1995 | Česko | 6 : 3 (2:1, 3:1, 1:1) | Německo |  |
|            | Česko |                       | Německo |  |

| Souhrn zápasu | Souhrn zápasu | Souhrn zápasu | Souhrn zápasu | Souhrn zápasu |
| ------------- | ------------- | ------------- | ------------- | ------------- |
|               |               |               |               |               |

| 28.12.1995 | Švédsko | 6 : 2 (2:1, 1:0, 3:1) | Německo |  |
|            | Švédsko |                       | Německo |  |

| Souhrn zápasu | Souhrn zápasu | Souhrn zápasu | Souhrn zápasu | Souhrn zápasu |
| ------------- | ------------- | ------------- | ------------- | ------------- |
|               |               |               |               |               |

| 29.12.1995 | Česko | 4 : 4 (2:0, 1:0, 1:4) | Slovensko |  |
|            | Česko |                       | Slovensko |  |

| Souhrn zápasu | Souhrn zápasu | Souhrn zápasu | Souhrn zápasu | Souhrn zápasu |
| ------------- | ------------- | ------------- | ------------- | ------------- |
|               |               |               |               |               |

| 29.12.1995 | Rusko | 5 : 2 (1:0, 2:1, 2:1) | Švédsko |  |
|            | Rusko |                       | Švédsko |  |

| Souhrn zápasu | Souhrn zápasu | Souhrn zápasu | Souhrn zápasu | Souhrn zápasu |
| ------------- | ------------- | ------------- | ------------- | ------------- |
|               |               |               |               |               |

| 30.12.1995 | Německo | 4 : 4 (0:2, 0:1, 4:1) | Slovensko |  |
|            | Německo |                       | Slovensko |  |

| Souhrn zápasu | Souhrn zápasu | Souhrn zápasu | Souhrn zápasu | Souhrn zápasu |
| ------------- | ------------- | ------------- | ------------- | ------------- |
|               |               |               |               |               |

| 31.12.1995 | Česko | 0 : 0 (0:0, 0:0, 0:0) | Švédsko |  |
|            | Česko |                       | Švédsko |  |

| Souhrn zápasu | Souhrn zápasu | Souhrn zápasu | Souhrn zápasu | Souhrn zápasu |
| ------------- | ------------- | ------------- | ------------- | ------------- |
|               |               |               |               |               |

| 31.12.1995 | Rusko | 8 : 2 (1:0, 2:2, 5:0) | Německo |  |
|            | Rusko |                       | Německo |  |

| Souhrn zápasu | Souhrn zápasu | Souhrn zápasu | Souhrn zápasu | Souhrn zápasu |
| ------------- | ------------- | ------------- | ------------- | ------------- |
|               |               |               |               |               |

## Skupina o udržení
| Tým          | Z | V | P | R | VG | OG | B |
| ------------ | - | - | - | - | -- | -- | - |
| 7. Slovensko | 3 | 2 | 0 | 1 | 17 | 10 | 5 |
| 8. Německo   | 3 | 1 | 0 | 2 | 12 | 7  | 4 |
| 9. Švýcarsko | 3 | 1 | 1 | 1 | 11 | 13 | 3 |
| 10. Ukrajina | 3 | 0 | 3 | 0 | 6  | 16 | 0 |

Poznámka: Zápasy  Švýcarsko 5:3  Ukrajina a  Slovensko 4:4  Německo se započítávaly ze základní skupiny.
| 2.1.1996 | Švýcarsko | 3 : 3 (1:0, 1:3, 1:0) | Německo |  |
|          | Švýcarsko |                       | Německo |  |

| Souhrn zápasu | Souhrn zápasu | Souhrn zápasu | Souhrn zápasu | Souhrn zápasu |
| ------------- | ------------- | ------------- | ------------- | ------------- |
|               |               |               |               |               |

| 2.1.1996 | Ukrajina | 3 : 6 (1:3, 2:3, 0:0) | Slovensko |  |
|          | Ukrajina |                       | Slovensko |  |

| Souhrn zápasu | Souhrn zápasu | Souhrn zápasu | Souhrn zápasu | Souhrn zápasu |
| ------------- | ------------- | ------------- | ------------- | ------------- |
|               |               |               |               |               |

| 3.1.1996 | Švýcarsko | 3 : 7 (0:2, 3:1, 0:4) | Slovensko |  |
|          | Švýcarsko |                       | Slovensko |  |

| Souhrn zápasu | Souhrn zápasu | Souhrn zápasu | Souhrn zápasu | Souhrn zápasu |
| ------------- | ------------- | ------------- | ------------- | ------------- |
|               |               |               |               |               |

| 3.1.1996 | Ukrajina | 0 : 5 (0:3, 0:2, 0:0) | Německo |  |
|          | Ukrajina |                       | Německo |  |

| Souhrn zápasu | Souhrn zápasu | Souhrn zápasu | Souhrn zápasu | Souhrn zápasu |
| ------------- | ------------- | ------------- | ------------- | ------------- |
|               |               |               |               |               |

## Play-off

### Čtvrtfinále
| 1.1.1996 | Švédsko | 3 : 0 (1:0, 1:0, 1:0) | USA |  |
|          | Švédsko |                       | USA |  |

| Souhrn zápasu | Souhrn zápasu | Souhrn zápasu | Souhrn zápasu | Souhrn zápasu |
| ------------- | ------------- | ------------- | ------------- | ------------- |
|               |               |               |               |               |

| 1.1.1996 | Finsko | 2 : 6 (1:0, 1:5, 0:1) | Rusko |  |
|          | Finsko |                       | Rusko |  |

| Souhrn zápasu | Souhrn zápasu | Souhrn zápasu | Souhrn zápasu | Souhrn zápasu |
| ------------- | ------------- | ------------- | ------------- | ------------- |
|               |               |               |               |               |

### Semifinále
| 3.1.1996 | Švédsko | 8 : 2 (0:0, 2:1, 6:1) | Česko |  |
|          | Švédsko |                       | Česko |  |

| Souhrn zápasu | Souhrn zápasu | Souhrn zápasu | Souhrn zápasu | Souhrn zápasu |
| ------------- | ------------- | ------------- | ------------- | ------------- |
|               |               |               |               |               |

| 3.1.1996 | Kanada | 4 : 3 (1:1, 2:1, 1:1) | Rusko |  |
|          | Kanada |                       | Rusko |  |

| Souhrn zápasu | Souhrn zápasu | Souhrn zápasu | Souhrn zápasu | Souhrn zápasu |
| ------------- | ------------- | ------------- | ------------- | ------------- |
|               |               |               |               |               |

### O 5. místo
| 4.1.1996 | USA | 8 : 7 PP (1:3, 4:3, 2:1 - 1:0) | Finsko |  |
|          | USA |                                | Finsko |  |

| Souhrn zápasu | Souhrn zápasu | Souhrn zápasu | Souhrn zápasu | Souhrn zápasu |
| ------------- | ------------- | ------------- | ------------- | ------------- |
|               |               |               |               |               |

### O 3. místo
| 4.1.1996 | Česko | 1 : 4 (1:0, 0:2, 0:2) | Rusko |  |
|          | Česko |                       | Rusko |  |

| Souhrn zápasu | Souhrn zápasu | Souhrn zápasu | Souhrn zápasu | Souhrn zápasu |
| ------------- | ------------- | ------------- | ------------- | ------------- |
|               |               |               |               |               |

### Finále
| 4.1.1996 | Kanada | 4 : 1 (1:1, 2:0, 1:1) | Švédsko |  |
|          | Kanada |                       | Švédsko |  |

| Souhrn zápasu | Souhrn zápasu | Souhrn zápasu | Souhrn zápasu | Souhrn zápasu |
| ------------- | ------------- | ------------- | ------------- | ------------- |
|               |               |               |               |               |

## Turnajová ocenění
|                            | Brankář       | Obránce           | Obránce        | Útočníci      | Útočníci        | Útočníci       |
| -------------------------- | ------------- | ----------------- | -------------- | ------------- | --------------- | -------------- |
| Ceny direktoriátu IIHF     | José Théodore | Mattias Öhlund    | Mattias Öhlund | Jarome Iginla | Jarome Iginla   | Jarome Iginla  |
| All-Star Tým (podle médií) | José Théodore | Nolan Baumgartner | Mattias Öhlund | Jarome Iginla | Johan Davidsson | Alexej Morozov |

### Produktivita
| Hráč            | Stát    | Z | G | A | B  |
| --------------- | ------- | - | - | - | -- |
| Jarome Iginla   | Kanada  | 6 | 5 | 7 | 12 |
| Florian Keller  | Německo | 6 | 4 | 8 | 12 |
| Marco Sturm     | Německo | 6 | 4 | 6 | 10 |
| Miika Elomo     | Finsko  | 6 | 4 | 5 | 9  |
| Johan Davidsson | Švédsko | 7 | 3 | 6 | 9  |
| Ruslan Šafikov  | Rusko   | 7 | 5 | 3 | 8  |
| Dmitrij Nabokov | Rusko   | 7 | 3 | 5 | 8  |
| Markus Nilsson  | Švédsko | 7 | 3 | 5 | 8  |

### Úspěšnost brankářů
(odchytáno minimálně 40% celkového herního času svého týmu)
| Hráč                 | Stát    | Minuty | OG | POG  | SO | V | P | R |
| -------------------- | ------- | ------ | -- | ---- | -- | - | - | - |
| José Théodore        | Kanada  | 240    | 6  | 1.50 | 0  | 4 | 0 | 0 |
| Per-Ragnar Bergkvist | Švédsko | 240    | 6  | 1.50 | 1  | 2 | 1 | 1 |
| Magnust Nilsson      | Švédsko | 180    | 7  | 2.33 | 0  | 2 | 1 | 1 |
| Alexej Jegorov       | Rusko   | 358.9  | 17 | 2.84 | 0  | 3 | 2 | 1 |
| Miikka Kiprusoff     | Finsko  | 159.3  | 9  | 3.39 | 0  | 1 | 2 | 0 |

## Soupisky
Kanada
Brankáři: Marc Denis, José Théodore

Obránci: Chad Allan, Nolan Baumgartner, Curtis Brown, Denis Gauthier, Chris Phillips, Wade Redden, Rhett Warrener

Útočníci: Jason Botterill, Hnat Domenichelli, Christian Dubé, Hnat Domenichelli, Robb Gordon, Jarome Iginla, Daymond Langkow, Brad Larsen, Alyn McCauley, Craig Mills, Jason Podollan, Mike Watt, Jamie Wright

  Švédsko
Brankáři: Per-Ragnar Bergkvist, Magnus Wennström

Obránci: Johan Finnström, David Halvardsson, Kim Johnsson, Fredrik Lovén, Per-Anton Lundström, David Petrasek, Daniel Tjärnqvist, Mattias Öhlund

Útočníci: Niklas Anger, Anders Burström, Johan Davidsson, Nils Ekman, Peter Högardh, Johan Molin, Fredrik Möller, Marcus Nilson, Peter Nylander, Kristofer Ottosson,Samuel Påhlsson,Patrik Wallenberg
  Rusko
Brankáři: Alexej Jegorov, Anton Zelenov

Obránci: Ilja Gorochov, Michail Ochotnikov, Jevgenij Petročinin, Dmitrij Rjabykin, Alexej Vasiljev, Sergej Zimakov, Andrej Zjuzin

Útočníci: Vadim Jepančincev, Dmitrij Klevakin, Alexej Kolkunov, Alexandr Koroljuk, Sergej Lučinkin, Igor Meljakov, Alexej Morozov, Dmitrij Nabokov, Andrej Petrakov, Andrej Petrunin, Sergej Samsonov, Ruslan Šafikov, Sergej Šalamaj
 Česko
Brankáři: Tomáš Vokoun, Ladislav Kudrna

Obránci: Jan Němeček, Miloslav Gureň, Robert Jindřich, Pavel Kubina, Marek Posmyk, Jiří Polák, Aleš Píša

Útočníci: Václav Varaďa, Ondřej Kratěna, Michal Broš, Jan Žurek, Martin Koudelka, Josef Straka, Marek Melenovský, Jan Tomajko, Zdeněk Skořepa, Pavel Rosa, Jan Hlaváč, Marek Vorel, Milan Hejduk.
 USA
Brankáři: Brian Boucher, Marc Magliarditi

Obránci: Bryan Berard, Chris Bogas, Ben Clymer, Jeff Kealty, Michael McBain, Jeremiah McCarthy, Tom Poti

Útočníci: Reg Berg, Matt Cullen, Chris Drury, Jeff Farkas, Casey Hankinson, Matt Herr, Mark Parrish, Erik Rasmussen, Marty Reasoner, Wyatt Smith, Brian Swanson, Mike Sylvia, Mike York.
 Finsko
Brankáři: Miikka Kiprusoff, Vesa Toskala

Obránci: Martti Järventie, Jukka Laamanen, Kimmo Lotvonen, Toni Lydman, Antti-Jussi Niemi, Pasi Petriläinen, Lauri Puolanne, Tommi Rajamäki

Útočníci: Miika Elomo, Tomi Hirvonen, Juho Jokinen, Tomi Kallio, Arto Kuki, Marko Mäkinen, Mika Puhakka, Teemu Riihijärvi, Timo Salonen, Janne Salpa, Jussi Tarvainen, Juha Vuorivirta.
 Slovensko
Brankáři: Stanislav Petrík, Marcel Kuriš

Obránci: Miroslav Droppa, Jozef Držík, Juraj Ďurčo, Róbert Jurčák, Richard Lintner, Daniel Socha, Radoslav Suchý, Ľubomír Višňovský

Útočníci: Jiří Bicek, Ivan Čiernik, Michal Handzuš, Mário Kazda, Vladimír Országh, Andrej Podkonický, Radovan Somík, Juraj Štefanka, Róbert Tomík, Ľubomír Vaic, Rudolf Verčík, Richard Zedník.
 Německo
Brankáři: David Berge, Kai Fischer

Obránci: Frank Appel, Oliver Bernhardt, Lars Brüggemann, Torsten Fendt, Erich Goldmann, Sebastian Klenner, Markus Pöttinger, Andreas Renz

Útočníci: Markus Draxler, Jochen Hecht, Klaus Kathan, Florian Keller, Martin Kropf, Boris Lingemann, Nikolaus Mondt, Andreas Morczietz, Stephen Retzer, Daniel Schury, Marco Sturm, Thomas Vogl.
 Švýcarsko
Brankáři: Paolo Della Bella, Stéphane Rosset

Obránci: Daniel Aegerter, Fabian Guignard, Michael Kress, Philippe Marquis, Dominic Meier, Arne Ramholt, Mathias Seger, Nicolas Steiger, Mark Streit

Útočníci: Mattia Baldi, André Baumann, Sandy Jeannin, Laurent Müller, Martin Plüss, Michel Riesen, Sandro Rizzi, Frédéric Rothen, Ivo Rüthemann, Reto von Arx, Christian Wohlwend.
 Ukrajina
Brankáři: Igor Karpenko, Valerij Seredenko

Obránci: Sergej Deševij, Oleksandr Muchanov, Vasilij Polonitskyj, Sergej Revenko, Sergej Sady, Vladislav Ševčenko, Dmytro Tolkunov

Útočníci: Andrej Bakunenko, Sergej Chudobenko, Danilo Dydkovskyj, Ruslan Fedotěnko, Jurij Gorulko, Oleg Krikurenko, Olexej Lazarenko, Dmitri Možejko, Roman Salnikov, Andrej Vojuš, Oleksandr Jakovenko, Nikolaj Japrincev, Oleksandr Zinevyč.

## Pořadí
| Pořadí           | Tým       |
| ---------------- | --------- |
| Zlatá medaile    | Kanada    |
| Stříbrná medaile | Švédsko   |
| Bronzová medaile | Rusko     |
| 4.               | Česko     |
| 5.               | USA       |
| 6.               | Finsko    |
| 7.               | Slovensko |
| 8.               | Německo   |
| 9.               | Švýcarsko |
| 10.              | Ukrajina  |

 Ukrajina sestoupila do B-skupiny na Mistrovství světa juniorů v ledním hokeji 1997.

## Nižší skupiny

### B skupina
Šampionát B skupiny se odehrál v Sosnovci v Polsku, postup na MSJ 1997 si vybojovali domácí, naopak sestoupili Rakušané.
1.  Polsko

2.  Lotyšsko

3.  Norsko

4.  Maďarsko

5.  Itálie

6.  Japonsko

7.  Francie

8.  Rakousko

### C skupina
Šampionát C skupiny se odehrál ve Slovinsku ve městech Jesenice, Bled a Kranj, postup do B skupiny MSJ 1997 si vybojovali Kazaši, naopak sestoupili Španělé.
1.  Kazachstán

2.  Slovinsko

3.  Dánsko

4.  Bělorusko

5.  Velká Británie

6.  Rumunsko

7.  Nizozemsko

8.  Španělsko

### D skupina
Šampionát D skupiny se odehrál v Tallinnu v Estonsku, postup do C skupiny MSJ 1997 si vybojovali Chorvati.
1.  Chorvatsko

2.  Estonsko

3.  Jugoslávie

4.  Litva

5.  Bulharsko

6.  JAR